# Allinsaari
Allinsaari är en ö i Finland. Den ligger i sjön Suuri-Onkamo och i kommunen Rääkkylä i den ekonomiska regionen  Mellersta Karelens ekonomiska region  och landskapet Norra Karelen, i den sydöstra delen av landet, 400 km nordost om huvudstaden Helsingfors. Öns area är 5,8 hektar och dess största längd är 1,3 kilometer i nord-sydlig riktning.